# Prix Paul Doistau-Émile Blutet
Ne pas confondre avec le Prix Paul Doistau-Émile Blutet de l'information scientifique qui est consacré à la publication scientifique.
Le prix Paul Doistau-Émile Blutet de l'Académie des sciences est un prix biennal décerné depuis 1954 dans le domaine des mathématiques et doté de 3 000 € ou dans le domaine de l’astronomie et la physique du globe; il porte alors la mention sciences de l'univers. Le prix est principalement décerné en mathématiques et les sciences de l'univers. Un prix quadriennal de biologie végétale (mention biologie intégrative) est également décerné; d’autres domaines peuvent également être concernés.

## Lauréats
La liste est encore incomplète.

### Mathématiques
- 1958 : Marc Krasner
- 1980 : Jean-Michel Bony
- 1982 : Jean-Pierre Ramis
- 1982 : Gérard Maugin
- 1985 : Dominique Foata[4]
- 1986 : Pierre-Louis Lions
- 1987 : Pierre Bérard[5]
- 1987 : Lucien Szpiro
- 1999 : Wendelin Werner
- 2001 : Hélène Esnault
- 2004 : Laurent Stolovitch
- 2006 : Alice Guionnet
- 2008 : Isabelle Gallagher
- 2010 : Yves André
- 2012 : Serge Cantat
- 2014 : Sébastien Boucksom[6]
- 2016 : Hajer Bahouri[7]
- 2018 : Colin Guillarmou

### Sciences de l'univers
- 1994 : Yanick Ricard (manteau terrestre)
- 2002 : Jérôme Bouvier (étoiles jeunes et naines brunes)
- 2005 : Mustapha Besbes (aquifères en milieu désertique)
- 2007 : Jean-Pascal Cogné (paléomagnétisme et déformation du minéral)
- 2009 : Hasnaa Chennaoui Aoudjehane (météorites marocaines)
- 2011 : Henri-Claude Nataf (manteau et noyau terrestre)
- 2013 : Jean-François Cardoso (traitement et communication de l'information)
- 2014 : Jacques Magnaudet[6].
- 2015 : Philippe André[8].
- 2019 : Bruno Sicardy[9].

### Biologie intégrative
- 2000 : Jérôme Giraudat
- 2004 : Marie-Claire Verdus
- 2008 : Hélène Barbier-Brygoo
- 2012 : Olivier Hamant
- 2023 : Hervé Le Guyader, professeur émérite à Sorbonne Université, Institut de Systématique, Evolution, Biodiversité (ISYEB, UMR 7205)[10].

### Sciences mécaniques et informatiques
- 2000 : Annie Raoult[11]
- 2002 : Gilles Francfort[11]
- 2002 : Jean-Jacques Marigo[11]
- 2006 : Hubert Maigre[11]
- 2006 : Andreï Constantinescu[11]
- 2008 : Pierre Comte[11]
- 2010 : Nicolas Triantafyllidis[11]
- 2012 : Élisabeth Guazzelli[11]
- 2014 : Jacques Magnaudet[11]
- 2019 : Denis Sipp[12]

### Autres disciplines
- 1967 : Jacques Blamont[13]
- 1975 : Bernard Fauconnier, pour ses travaux sur l'interféron.
- 1976 : Martial Ducloy (physique des lasers)[14]
- 1976 : Arlette Nougarède
- 1981 : Christian Bordé[15]
- 1988 : Jean-Loup Chenot (sciences des matériaux)[16]